# درباره مورگان شنیدی؟
دربارهٔ مورگان شنیدی؟ (انگلیسی: Did You Hear About the Morgans?) فیلمی در ژانر کمدی رمانتیک به کارگردانی مارک لارنس است که در سال ۲۰۰۹ منتشر شد.

## بازیگران
- هیو گرانت
- سارا جسیکا پارکر
- سام الیوت
- مری استینبورگن
- الیزابت ماس
- ویلفورد بریملی
- دیوید کال
- مایکل کلی
- بث فاولر
- مایکل دی هیگینز
- ست گیلیام